# Saint-Pierre und Miquelon
Saint-Pierre und Miquelon (französisch Saint-Pierre-et-Miquelon) ist ein französisches Überseegebiet (Collectivité d’outre-mer, COM). Die kleine Inselgruppe östlich der kanadischen Küste, etwa 25 Kilometer südlich von Neufundland, ist der letzte Teil der französischen Kolonie Neufrankreich, der noch zu Frankreich gehört. Saint-Pierre und Miquelon hat 5819 Einwohner (Stand 1. Januar 2022). Haupterwerbszweige der französisch sprechenden Bevölkerung sind Fischerei und Tourismus. Die Hauptstadt heißt Saint-Pierre.

## Geographie
Die Inselgruppe besteht aus den Inseln Saint-Pierre (rund 26 km²), Miquelon-Langlade (etwa 205 km²) sowie weiteren kleineren Inseln und hat eine Gesamtfläche von 237,49 km². Früher waren die Inseln Miquelon und Langlade getrennt, heute sind sie über einen schmalen Isthmus verbunden.
Das Klima ist rau und windig. Die Jahresdurchschnittstemperatur liegt bei rund 5 °C, die Luftfeuchtigkeit bei über 80 %. Demzufolge herrscht starker Nebel vor, insbesondere im Frühjahr und im Frühsommer. Im Verhältnis zum benachbarten Kanada sind die Winter mild, doch gibt es immerhin 120 Frosttage im Jahr. Die sommerlichen Durchschnittstemperaturen liegen meist zwischen 10 und 20 °C.

## Bevölkerung
Auf den Inseln leben 5819 Einwohner (Stand 1. Januar 2022), davon mit 5223 Einwohnern der überwiegende Teil auf Saint-Pierre; auf Miquelon zusammen mit Langlade leben nur 596 Menschen. Im Jahr 1967 hatte Saint-Pierre 4565 Einwohner, Miquelon-Langlade 621, insgesamt also 5186 Einwohner.
Das Medianalter der Bevölkerung beträgt 48,5 Jahre, was außerordentlich hoch ist.
Die Katholiken auf den Inseln waren organisatorisch dem Apostolischen Vikariat Saint-Pierre und Miquelon zugehörig, das 2018 ins Bistum La Rochelle-Saintes eingegliedert wurde.

## Sprachen
Auf Saint-Pierre und Miquelon wird Französisch gesprochen. Bis ins 20. Jahrhundert sprach ein Teil der Bevölkerung Baskisch.

## Geschichte

### Frühgeschichte
Ausgrabungen auf Saint-Pierre lassen darauf schließen, dass Paläo-Inuit und Beothuk dort bereits um 6000 v. Chr. Lager aufschlugen.

### Europäische und indigene Fischer
1497 erkundete der italienische Seefahrer Giovanni Caboto, unter dem Namen John Cabot in englischen Diensten, das Seegebiet um Neufundland und nahm die Inseln in Besitz. Um diese Zeit kamen normannische, bretonische und portugiesische Fischer in das Seegebiet, um die reichen Fischgründe auszubeuten. Basken lassen sich erst ab 1579 nachweisen, sie erschienen dort bis ins 19. Jahrhundert.
Vom 11. bis 16. Juni 1536 hielt sich Jacques Cartier bei „sainct Pierre“ auf und berichtet von bretonischen und baskischen Fischern, Alonso de Santa Cruz berichtet 1541 von Iren und Bretonen, ansonsten seien die Inseln unbewohnt. Jean Alfonse nannte Miquelon-Langlade drei Jahre später die „terre des Dunes“.

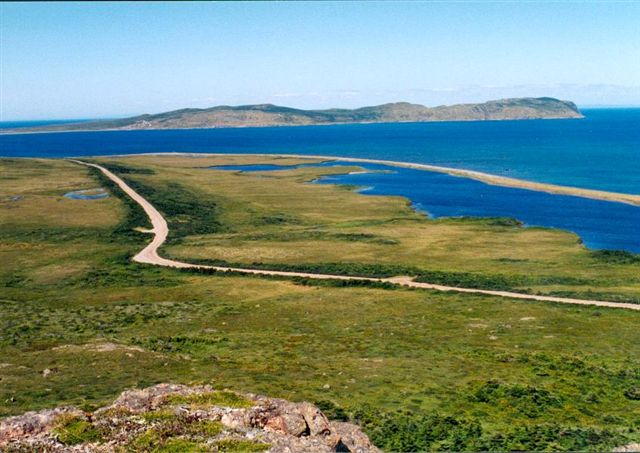
Die Insel Miquelon

Der Venezianer Giovan Battista Ramusio berichtet 1556, dass die „Wilden“ im Sommer in der Region leben, um zu fischen. Er konnte allerdings nicht sagen, wohin sie im Herbst zogen. Sie trockneten den Fisch, gewannen aus dem Fett Öl und reisten in hölzernen Kanus. Nach seinen Angaben waren die Inseln 1521 von Männern aus der Normandie und der Bretagne entdeckt worden. Auch berichtet er von einem „maître Thomas Aubert“ aus Dieppe, der sich dort 1508 aufgehalten haben soll.
Die Inseln wechselten mehrmals ihre Bezeichnung. Der Portugiese João Álvares Fagundes gab ihnen 1521 den Namen Ilhas das Onze Mil Virgens (Inseln der Elftausend Jungfrauen) nach der Legende der Hl. Ursula. In Frankreich wurden sie nach dem Apostel Petrus Les Îles de Saint-Pierre genannt.

### Französische Siedler
1670 wird erstmals eine kleine Siedlung französischer Fischer auf Saint-Pierre erwähnt, die vermutlich schon seit dem frühen 17. Jahrhundert bestand. Händler aus Saint-Malo waren gleichfalls anwesend. Antoine Parat berichtet 1690 von zwölf bis 15 Schiffen, die dort auf Fang gingen, sowie einem kleinen Ort von vielleicht 15 Einwohnern.
Jacques Simon Belleorme war ab 1694 der erste Kommandant der Insel. 1705 beschäftigte er allein 80 Männer für den Fang von Kabeljau. Seine Schwester Françoise Simon war die Verbindungsfrau für seinen weiträumigen Handel in Saint-Malo. Als Kommandant folgte ihm 1702 Sébastien Le Gonard de Sourdeval.

### Umkämpft zwischen England und Frankreich
Im Krieg zwischen Frankreich und England von 1689 bis 1697 wurde die Inselgruppe mehrfach von Engländern angegriffen. Vom 11. September bis zum 7. Oktober 1702 attackierten Engländer die Insel. Angriffe mit bis zu 400 Mann erfolgten im nächsten Jahr. 1703 handelte der Kommandant mit ihnen einen Frieden aus. 1713 mussten die Franzosen unter Führung von Philippe Pastour de Costebelle die Inseln Richtung Isle Royale (Cape Breton, Nova Scotia) verlassen. William Taverner führte die Landvermessungen für die neuen Herren durch. Er geriet in Streit mit einigen Engländern, die ihm vorwarfen, mit Franzosen Geschäfte auf eigene Rechnung zu machen.
Infolge des Siebenjährigen Krieges verlor Frankreich seine kanadischen Besitzungen. Im Frieden von Paris von 1763 konnten sich die Franzosen nur den Besitz der beiden Inseln sichern, die sie als Fischereistützpunkt nutzen aber nicht befestigen durften. Erster Gouverneur wurde François-Gabriel Dangeac (bis 1773); ihm folgte bis 1778 Charles Gabriel Baron de l’Espérance. Während des Amerikanischen Unabhängigkeitskrieges wurden Waffen von hier in die USA geschmuggelt.
1778 brachen britische Truppen den Widerstand der 200 Einwohner und der 50 Soldaten unter Führung des Kommandanten de l’Espérance. Sie vertrieben die 1200 Bewohner nach Frankreich. Herr der Inseln war nun Commodore Evans. Nach dem Frieden von 1783 konnten die Bewohner und der Kommandant erneut zurückkehren. Das Amt des Gouverneur et d’Odonnateur aux îles St-Pierre et Miquelon wurde 1785 aufgehoben, neuer Kommandeur wurde von 1783 bis 1793 Antoine-Nicolas Dandasne-Danseville. Er war Kommandeur der Fußtruppen und füllte die Funktionen eines Gouverneurs aus, wobei er dem Führer der französischen Flotte in Amerika unterstand, deren Hauptquartier in Santo Domingo war. Die Inseln wiesen noch 60 Männer auf. Die Teneraire segelte mit dem neuen Gouverneur und Siedlerfamilien an Bord von Brest nach Saint-Pierre. Dort durften keine Forts zur Verteidigung errichtet werden. 1784 waren 200 französische und 200 britische Schiffe in den Gewässern um die Inseln. 18 britische Schiffe segelten mit ihrem Fang ins Mittelmeer, das sie als erste erreichten, womit sie auch die besten Preise erzielten. Insgesamt suchten im Laufe des 18. Jahrhunderts 12.000 Schiffe und 450.000 Mann die Region auf.

### Französische Revolution und die erneute britische Herrschaft
Am 25. September 1789 kollidierte Vigneau, ein Bewohner von Saint-Pierre, mit seiner Schaluppe mit einer königlichen Corvette. De Fabry, der Kommandant, ließ ihn daraufhin auspeitschen. Daraufhin versammelte sich eine empörte Menge vor dem Haus von Dumesnil-Ambert. Als er nicht reagierte, drangen am nächsten Tag über 300 Menschen in das Haus ein und forderten Gerechtigkeit. Mit 28 von ihnen verhandelten Dumesnil und Fabry.
Genau in diesem Moment kam die Nachricht von der Französischen Revolution auf den Inseln an, doch dauerte es bis Oktober 1790, bis die Bevölkerung von de Broves die Erlaubnis erhielt, eine Generalversammlung einzuberufen. Sie kümmerte sich zunächst um Lebensmittel und Proviant, um die Konkurrenz der ausländischen Fischer oder um die ortsansässigen Amerikaner.
Im Spätherbst 1791 entstand ein Club der „Amis de la Constitution“, der aus jungen Männern und französischen Fischern bestand, die auf der Insel überwintern wollten. Im Februar 1792 kam eine Frau bei Unruhen ums Leben. Die Älteren forderten Danseville auf, der Assemblée Générale vorzusitzen. Sechs Männer und drei Frauen wurden nach Frankreich zurückgeschickt. In Brest angekommen, wurden die neun zu Vorkämpfern der Revolution, durch die Straßen getragen, und man forderte den Rücktritt des Kommandanten Danseville.
Danseville behielt die Zügel in der Hand, doch die Amis de la Constitution arbeiteten weiter gegen ihn. Die Spannungen wuchsen, als revolutionsfreundliche Fischer im nächsten Jahr ankamen und die Nachricht vom Tod des Königs mitbrachten. Die 502 verbliebenen Einwohner wurden im Zuge der Revolutionskriege 1793 abermals von Briten unter Edgell nach Nova Scotia vertrieben. Eine Frau von den Inseln, wohl auf der Flucht, erschien 1792 in Frankreich vor Gericht und erbat für sich und ihre vier Kinder Aufenthaltsrecht. Zum dritten Mal waren die Inseln britisch.

### Wieder französisch

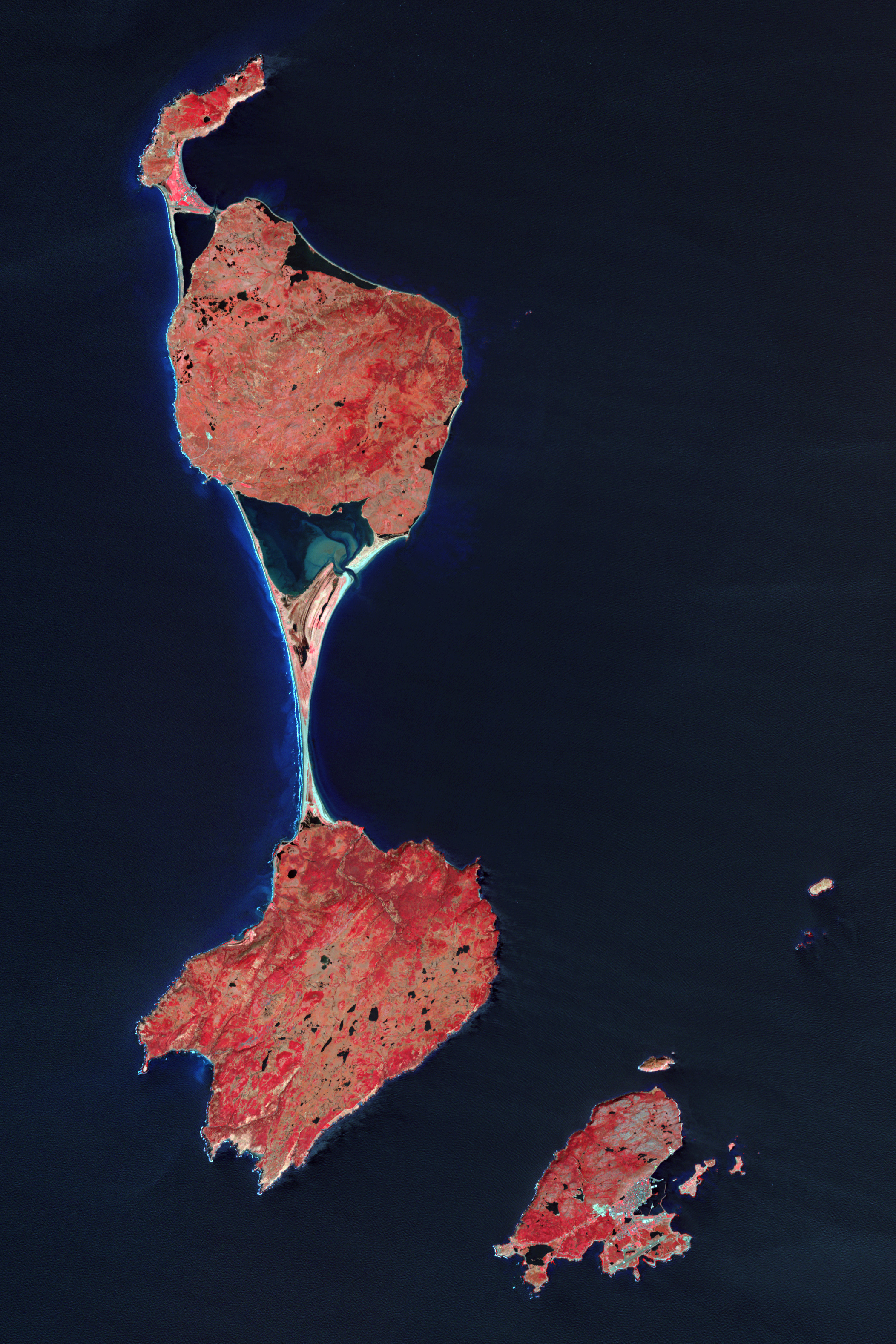
Satellitenbild von Saint-Pierre und Miquelon

Im Friedensvertrag von Paris (1814) wurden die Inseln wieder Frankreich zugesprochen und 1816 übergeben. Eine Gruppe von 645 ehemaligen Bewohnern kehrte an Bord der Fregatten La Salamandre und La Caravanne am 22. Juni 1816 abermals auf die Inseln zurück. Als militärischer Schutz der Inselbevölkerung wurden zwei französische Infanterie-Kompanien auf den Inseln stationiert. Kommandant war in den ersten beiden Jahren Jean-Philippe Bourrilhon. Ihm folgte bis 1819 Augustin-Valentin Borius, dann bis 1825 Philippe-Athanase-Hélène Fayolle, Augustin-Valentin Borius (bis 1828) und Joseph-Louis-Michel Bruë (bis 1832). Ab 1887 wurden Gouverneure ernannt, ab 1906 Administrateurs.
Am 14. November 1846 berichtete der New York Courier and Enquirer, dass im größten Fischfanggebiet des Ostens, um die französischen Inseln, rund 400 französische Fangschiffe mit 12.000 Mann an Bord tätig waren, diese wurden vom französischen Fischereihafen Saint-Malo entsandt. Die Inselbevölkerung, die mehrfach hatte fliehen müssen, war auf rund 2000 Einwohner angewachsen. Auch Amerikaner wollten am Fanggeschäft teilhaben. Ihr Vertreter war von 1850 bis 1864 George Hughes. Ihm folgte im Auftrag Abraham Lincolns William Mc Laughlin. Am 19. Juli 1861 machte Prinz Napoleon im Rahmen seiner Amerika-Reise einen Zwischenstopp auf der Insel.
Saint-Pierre galt als Schmugglerinsel. Die Fangschiffe hatten auf der Anreise aus Frankreich Schmuggelware (Spirituosen und Tabakwaren) an Bord, die zunächst in Verstecken auf den Inseln verblieb. Über die dünn besiedelte Küste von Labrador wurde die Schmuggelware dann nach und nach von Franko-Kanadiern in die Provinz Kanada und in die Nordstaaten der USA verbracht. Auf Druck der Regierung von Kanada besuchte James Haywarth, Leiter der Zollverwaltung von Québec, die Inseln im Jahr 1864. Auch Charles Freeman, amerikanischer Konsul 1905, versuchte, den Schmuggel in die USA einzudämmen, der vor allem auf amerikanischen Schiffen stattfand. 1903 bestanden 33 Cafés im Ort, wie das New England Magazine im Mai berichtete.

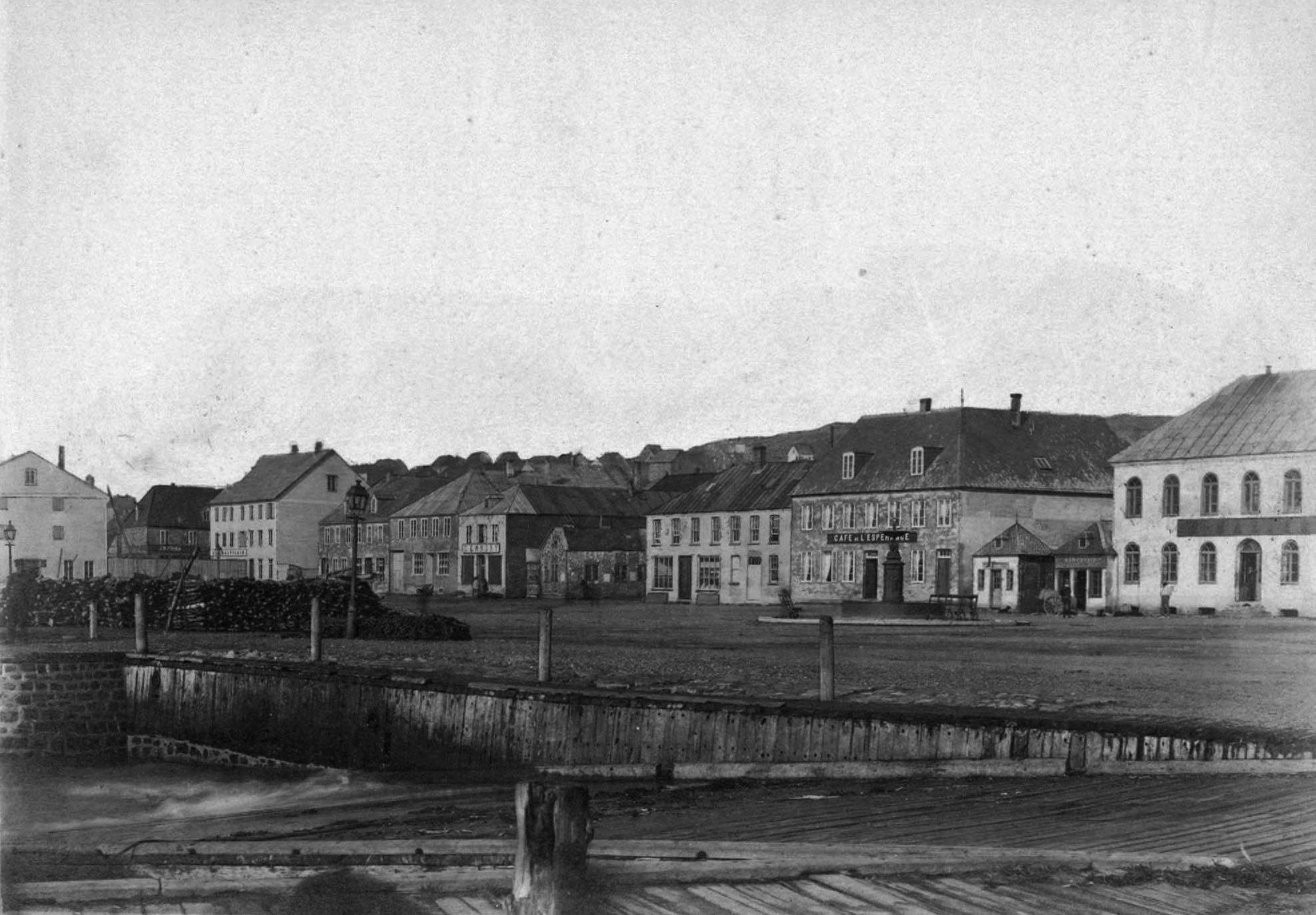
Der Quai La Roncière in Saint-Pierre (1887)

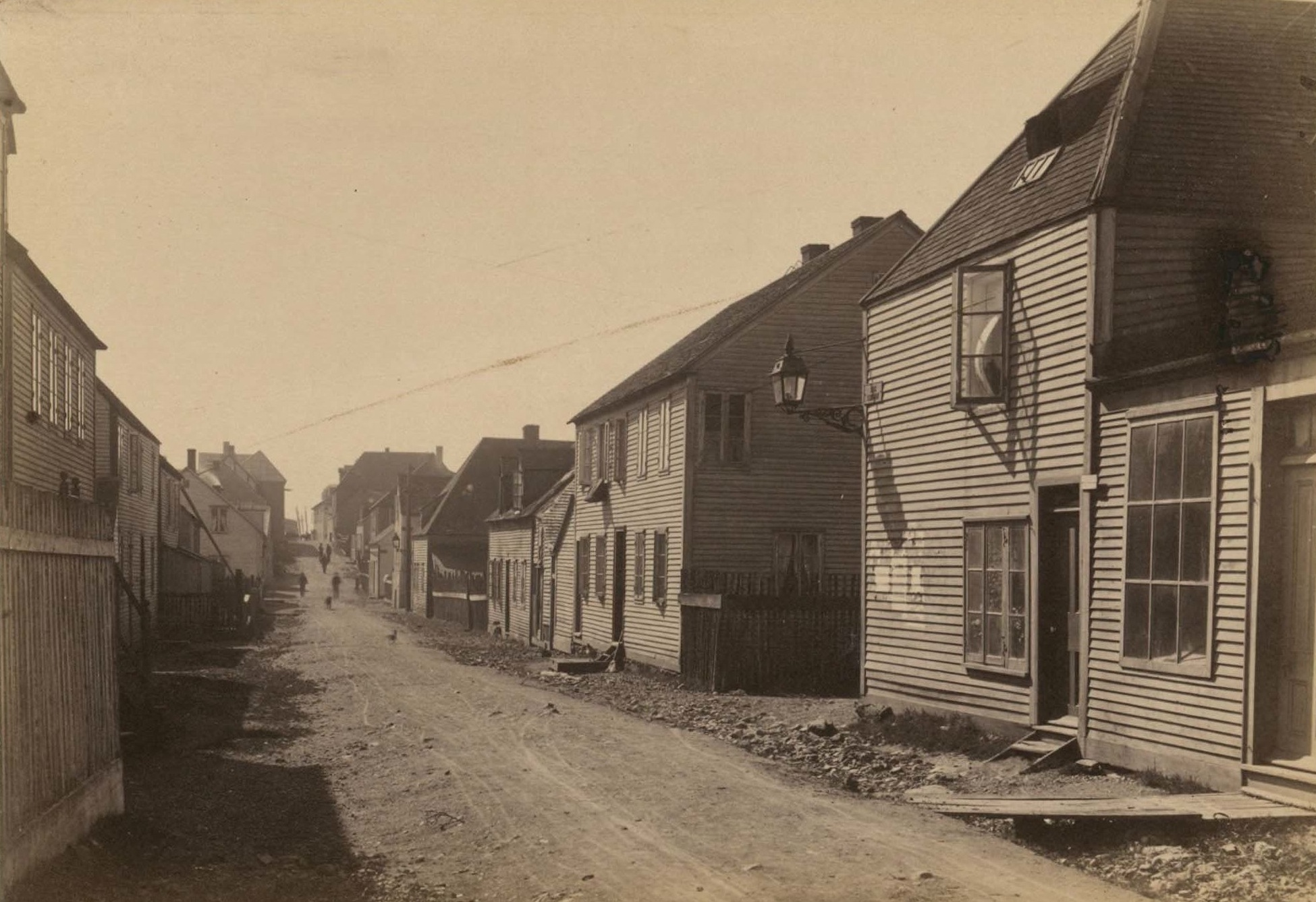
Straßenzug in Saint-Pierre (1887)

Am 1. November 1902 brannte Saint-Pierre weitgehend ab. So wurden die katholische Kirche, Gerichts- und Regierungsgebäude, Schulen und viele Wohnhäuser zerstört. Dabei war die Stadt bereits im Mai von einem Erdbeben betroffen gewesen. Auch 1865, 1867 und 1879 hatte es schwere Brände gegeben.

### Weltkriege
Im Ersten Weltkrieg kam über ein Viertel der zum Kriegsdienst Eingezogenen ums Leben. Ansonsten profitierten die Bewohner von hoher Nachfrage und entsprechenden Preisen beim Fisch. Administrateur war Ernest Philippe François Lachat (1915 bis 1922). Ab 1923 wurden Gouverneure eingesetzt, der erste war Jean Henri Émile Bensch (bis 1928). Während der Prohibitionszeit in den Vereinigten Staaten und Kanada von 1919 bis 1932 boten sich den Inselbewohnern glänzende Verdienstmöglichkeiten.
Am 26. Dezember 1941 verhafteten gaullistische Soldaten unter Führung des ehemaligen Admirals Muselier den seit 1936 amtierenden Gouverneur de Bournat. Die Regierung in Vichy protestierte. Die Regierung Kanadas hatte Befürchtungen, die deutsche Regierung könnte eine Invasion planen. Zahlreiche Inselbewohner engagierten sich für das freie Frankreich und dessen Streitkräfte. Erster Nachkriegsgouverneur war Pierre Marie Jacques François Garrouste. Ab 1976 wurden Präfekten ernannt, erster Préfet war Jean Massendès, seit 2018 ist es Thierry Devimeux. 1947 hatten die Inseln rund 4500 Einwohner.

### Auseinandersetzungen mit Kanada
1976 warf man Frankreich vor, Unabhängigkeitsbestrebungen Québecs zu unterstützen und auf den Inseln eine starke Militärpräsenz zu errichten, insbesondere der Luftwaffe, dazu Propagandasender. Ein weiterer Streitpunkt mit Kanada war die Frage der Hoheit über die küstennahen Gewässer und der darunter befindlichen Bodenschätze. Kanada dehnte diese Zone bereits 1977 einseitig auf 200 Seemeilen aus, wobei weniger Fischereirechte als Hoffnungen auf große Ölfunde dazu beitrugen, die südlich der Inselgruppe liegen. 1984 entschied der Internationale Gerichtshof in einer ähnlichen Frage, nämlich der Küste des US-Bundesstaats Maine, zugunsten Kanadas. Noch komplizierter wurde die Lage dadurch, dass Frankreich ebenfalls eine Hoheitszone um Saint-Pierre et Miquelon beanspruchte, während Kanada dort bereits Fangverbote anordnete. Kanada wollte verhindern, dass die gewaltig angewachsene spanische Fangflotte – 1969 waren allein 619 der 1104 Schiffe spanisch – die Gewässer leerfischte. Zwar versuchte ab 1994 eine französisch-kanadische Kommission, eine Regelung zu finden, doch 1998 waren die Spannungen so scharf, dass sie nicht tagen konnte. 1997 einigte man sich darauf, dass den Franzosen 15,6 % der Fänge zustehen sollten. 70 % sollten allerdings auf kanadischen Schiffen durch kanadische Mannschaften befördert werden. 30 % sollten den Inseln zustehen. Trotz Ausweichens auf andere Fischarten brachen die Bestände jedoch weiter ein oder wanderten ab. Auf dem kanadischen Festland, etwa der Burin-Halbinsel, ging parallel dazu die Bevölkerung stark zurück, da dem rückläufigen Fischfang kein wirtschaftliches Konzept entgegengestellt worden war, das für Beschäftigung in anderen Bereichen hätte sorgen können. Allein 16 % der Bevölkerung verließen zwischen 1991 und 2001 die Insel, ihre Zahl sank von 2940 auf 2470.

## Politik
Von 1976 bis 1985 hatte das Gebiet den Status eines Übersee-Départements, seitdem ist es collectivité territoriale (C.T.). Gemäß der Änderung der französischen Verfassung vom 28. März 2003 werden die Inseln als collectivité d’outre-mer (COM) bezeichnet. Saint-Pierre und Miquelon sind somit 1985 aus den Europäischen Gemeinschaften ausgetreten und gehören seitdem weder zur Europäischen Union noch zum Schengen-Raum. Sie sind mit der Europäischen Union assoziiert.
Der Generalrat (conseil général) hat 19 Mitglieder. Die Wahlen zum Generalrat finden alle sechs Jahre statt. Des Weiteren werden alle vier Jahre jeweils ein Vertreter in die französische Nationalversammlung und in den Senat gewählt. Das Gebiet wird in der Nationalversammlung als Wahlkreis Saint-Pierre und Miquelon vertreten und stellt den bevölkerungsmäßig kleinsten Wahlkreis im französischen Parlament.

## Wirtschaft

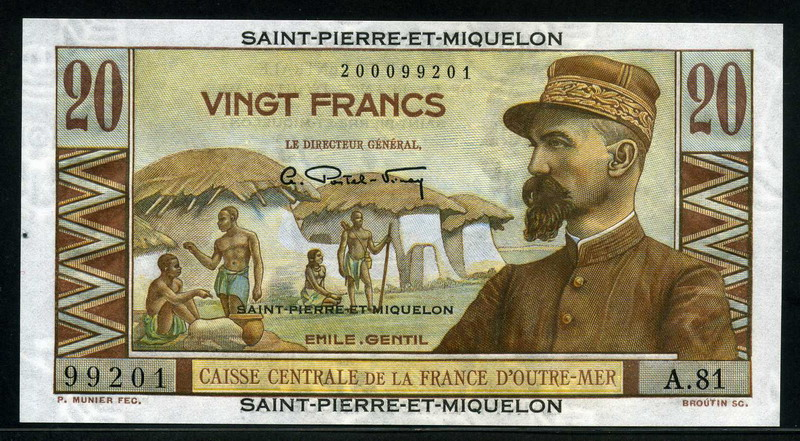
20-Franc-Schein (1950–1960)

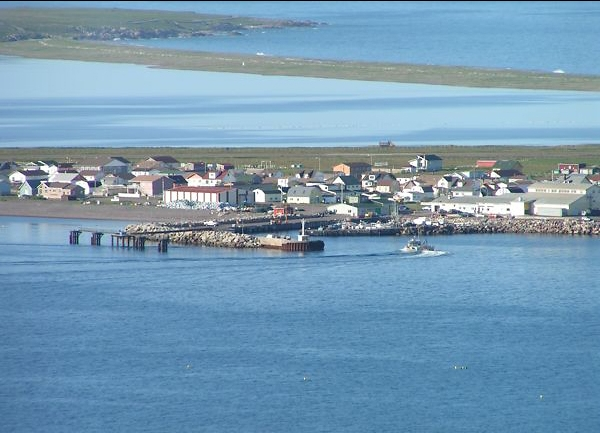
Der Hafen von Miquelon

Die Währung ist seit 2002 der Euro, zuvor zirkulierten der Französische Franc (zeitweise mit eigenen Banknoten) und der Kanadische Dollar. Die Wirtschaft ist von Fischfang und Tourismus dominiert. Als EWG-Hafen hatte Saint-Pierre zwischen 1965 und 1975 für die bundesdeutsche Hochseefischerei im Nordwestatlantik eine besondere Bedeutung, da die kanadischen Häfen für Trawler gesperrt waren. Durch die Anwesenheit von sechs deutschen Fabrikschiffen 1966 und zehn deutschen Loggern 1968 zwecks Befischung der Heringsbestände der Georges Bank profitierte Saint-Pierre so zumindest vorübergehend von einem kleinen Wirtschaftsaufschwung. Seit dem Kabeljaufang-Moratorium vor der Küste Neufundlands von 1992 ist der Wirtschaft der Inselgruppe die frühere Hauptgrundlage entzogen. Fisch- und Muschelzucht konnten den Ausfall des Kabeljaus nicht kompensieren. Seit Beginn der Wirtschaftskrise 1992 ist das Überseegebiet verstärkt von Subventionen des Mutterlandes abhängig.
Rund 700 Hektar werden landwirtschaftlich genutzt. Häufig in Gewächshäusern wird Gemüse angebaut, da das raue Klima und der arme Boden extensive agrarische Nutzungen kaum zulassen. Der Tierbestand ist gering, allenfalls Hühner und Eier spielen eine Rolle. Im Jahr 1994 produzierte die Inselgruppe 804.540 Eier und 2725 Hühner.
Seit 2009 ist Saint-Pierre und Miquelon, nach Beschluss des Europäischen Zahlungsverkehrsausschusses (EPC), Teil des Europäischen Zahlungsraumes (SEPA).
Bei weitem größter Arbeitgeber ist der öffentliche Dienst. Der Tourismus ist auf den Inseln zurückgegangen.

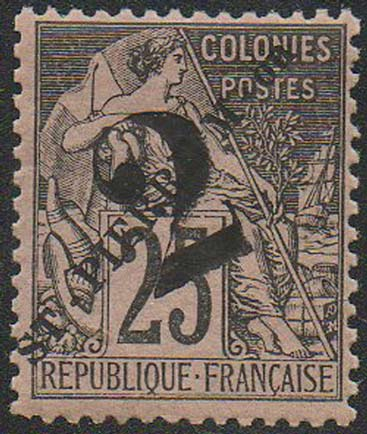
Marke von Saint-Pierre und Miquelon von 1892, hergestellt durch Aufdruck auf einer 25-Centimes-Marke der französischen Kolonien

Seit 1885 (mit einer Unterbrechung von 1978 bis 1986) bildet Saint-Pierre und Miquelon ein eigenständiges Postgebiet, das Briefmarken herausgibt.

## Umwelt
Erhebliche Umweltbelastungen entstehen dadurch, dass Abfälle nicht ordnungsgemäß entsorgt werden. Die Folge sind unkontrollierte Deponien und die Verbrennung von Abfällen.
Bis 1992, als die Kabeljaufischerei durch ein französisch-kanadisches Moratorium untersagt wurde, weil es die Fische kaum noch gab, beruhte die Wirtschaft der Inseln auf dem Fischfang. Die Schleppnetzfischerei, auch von kanadischen und spanischen Trawlern, ließen die scheinbar unerschöpflichen Bestände einbrechen. Sie haben sich bis heute nicht erholt, und die Inseln sind auf Subventionen und öffentliche Arbeiten angewiesen. Die Bestände der nordischen Eismeerkrabben sind inzwischen gleichfalls um die Hälfte eingebrochen, so dass die Zahl der Arbeitsplätze sehr gering geworden ist. Aquakulturen sollen hier Abhilfe schaffen, doch zeigen Erfahrungen in anderen Gebieten, dass damit die Wildbestände noch stärker bedroht werden. Auch werden Jakobsmuscheln gezüchtet, deren Abfälle den Fischen in den Aquakulturen verfüttert werden. Auch hier waren die Wildbestände um fast 90 % eingebrochen. Mit öffentlichen Mitteln wird inzwischen die Wiederauswilderung gefördert.
Schutzmaßnahmen richten sich auf den borealen Nadelwald. Der Weißwedelhirsch, der 1952 von Jägern eingeführt wurde und dessen Bestände nicht kontrolliert werden, trug dazu bei, dass seit 1952 fast ein Drittel des Waldes verschwand. Über 500 Jäger verhindern die Lösung des Problems, zumal es praktisch keinerlei Beschränkungen gibt. Die Regierung in Paris bemüht sich, auch wenn es auf diesem Teil des französischen Territoriums keinerlei Naturschutzgesetzgebung gibt, wichtige Habitate zu kennzeichnen. Das gilt vor allem für die Brutgebiete seltener Vogelarten, z. B. den Gelbfußregenpfeifer, der vom Aussterben bedroht ist. Häufig anzutreffen sind hingegen Seeschwalben und Möwen. Die Insel Grand Colombier ist eines der bedeutendsten Refugien für Seevögel wie Tordalke, Papageitaucher (etwa 10.000 Brutpaare) und zahlreiche Watvögel.
Eine Robbenauffangstation existiert nicht, so dass, wenn von Fahrzeugen auf dem Strand aufgescheuchte Muttertiere ihren Nachwuchs verlassen, die Jungtiere keine Überlebenschance haben.

## Verkehr

### Straßenverkehr
Die Länge der befestigten Straßen beträgt insgesamt 114 km, weitere 45 Straßenkilometer sind unbefestigt. Auf beiden Inseln gibt es keinen Schienenverkehr.
Das Format der Kraftfahrzeugkennzeichen entspricht dem in Frankreich. Allerdings folgte man, obwohl die Inseln von 1976 bis 1985 ein Übersee-Département waren, nie dem allgemeinen französischen Autonummernsystem, nach dem bis 2009 die Nummer des Départements (das wäre hier die 975 gewesen) am Ende der Kennzeichen erschien. Bis 1952 wurden alle Fahrzeuge von 1 aufsteigend durchnummeriert. Anschließend setzte man hinter diese „Seriennummer“ noch die Codebuchstaben „SPM“. Seit 2000 werden Kennzeichen verwendet, die aus den Codebuchstaben „SPM“, einer Seriennummer und einem Kennbuchstaben bestehen.

### Schiffsverkehr

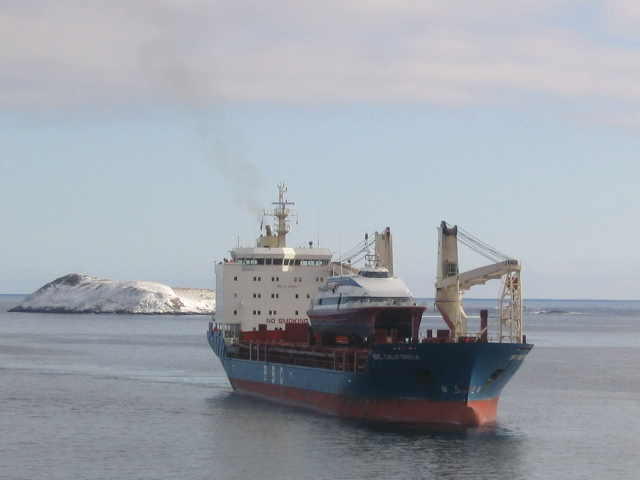
2005 erreichte ein Frachtschiff mit einer neuen Fähre aus Norwegen Saint-Pierre.

Von Saint-Pierre und Miquelon nach Fortune auf Neufundland verkehren zwei Fähren, die jeweils bis zu 188 Passagiere und 18 Autos befördern. Die Mitnahme eines Autos muss vorher angemeldet werden.

### Luftverkehr
Der Flughafen Saint-Pierre hat eine Start- und Landebahn von 1920 Metern Länge. Der Flugplatz Miquelon verfügt über eine Bahn von 1000 Metern.
Die Fluggesellschaft Air Saint-Pierre verbindet Saint-Pierre mit Miquelon und verschiedenen Orten auf dem kanadischen Festland. Reisen nach und von Frankreich erforderten bis Juni 2018 ein Umsteigen, in der Regel in Montreal. Die Flugroute von Saint-Pierre nach Miquelon gehört zu den kürzesten Linienflugrouten der Welt.
Seit dem 2. Juli 2018 verbindet ASL Airlines France den Flughafen Saint-Pierre im Sommer wöchentlich nonstop mit dem Flughafen Paris-Charles-de-Gaulle. Für den Flug wird das Mittelstreckenflugzeug Boeing 737-700 eingesetzt.

## Persönlichkeiten von Saint-Pierre und Miquelon
- Jean-Marie Tillard (1927–2000), römisch-katholischer Priester, Dominikaner und Theologe
- Eugène Nicole (geboren 1942), Schriftsteller